# グレカーレ (フリゲート)
グレカーレ（イタリア語: Grecale, F 571）は、イタリア海軍のマエストラーレ級フリゲート2番艦。艦名は北東からの強風を意味するイタリア語に由来する。同級艦では本艦のみがリヴァ・トリゴソ造船所で建造されなかった。

## 艦歴
「グレカーレ」は、リウーニティ造船ムッジャーノ造船所で建造され、1981年9月12日に進水、1983年2月5日に就役する。
近年は不朽の自由作戦およびアクティブ・エンデバー作戦に参加しインド洋に展開している。インド洋では海上自衛隊から洋上補給も受けている。地中海方面でのアクティブ・エンデバー作戦中の2007年5月から1ヶ月間はエーゲ海で行動し、その後トルコギョクチェアダに寄港する。6月初頭は黒海に入りルーマニア海軍とブルガリア海軍と合同訓練を実施した。
2025年4月1日、イタリア海軍から退役。マエストラーレ級としては最後の艦であった。